# Ubiratã
Ubiratã is een gemeente in de Braziliaanse deelstaat Paraná. De gemeente telt 21.558 inwoners (schatting 2009).